# Nadine Morano
Pour les articles homonymes, voir Morano.
Nadine Morano, née le 6 novembre 1963 à Nancy (Meurthe-et-Moselle), est une femme politique française.
Membre des Républicains (LR), elle est successivement députée (2002-2008), secrétaire d'État chargée de la Famille (2008-2009), puis de la Famille et de la Solidarité (2009-2010), et ministre déléguée auprès du ministre du Travail, chargée de l'Apprentissage et de la Formation professionnelle (2010-2012). Elle est députée européenne depuis 2014.

## Biographie

### Famille et vie privée
Nadine Morano est la fille de Michel Pucelle (1930-2011), devenu « Pugelle » en 1976 à la suite d’une procédure de changement de nom patronymique (pour lui-même et ses enfants mineurs), chauffeur de poids lourds, et de Monique Generelli, standardiste dans une société de taxi à Nancy, d’origine italienne. Son grand-père maternel, maçon, est né dans le Piémont. Son frère Patrick, de cinq ans son aîné, mène une carrière militaire.
Nadine Morano passe son enfance dans le quartier du Haut-du-Lièvre, à Nancy, où elle est domiciliée jusqu'à l'âge de 23 ans,,. Soucieux de son éducation, ses parents la placent quelque temps en pension chez les sœurs dominicaines de Nancy.
Après des études à la faculté de droit de Nancy, où elle obtient un diplôme d'études supérieures spécialisées (DESS) d'information, communication et organisation des entreprises, elle est chargée de mission auprès du premier vice-président du conseil régional de Lorraine entre 1992 et 1997, puis est responsable de la communication du parc naturel régional de Lorraine entre 2000 et 2002.
Mariée en 1988 avec Angelo Morano, originaire de Cittanova, en Calabre, elle est mère de trois enfants. L'un de ses fils, Grégoire, meurt en juillet 2024 à l'âge de 33 ans. Lorsque le divorce est prononcé, elle conserve l'usage du nom.
Elle est gauchère.

### Parcours politique

#### Débuts
Durant ses études, elle s'engage, comme ses parents, au RPR, parti au sein duquel elle occupe les fonctions de déléguée des Jeunes de Meurthe-et-Moselle entre 1986 et 1988. Lors de meetings de jeunes, elle fait la connaissance de Nicolas Sarkozy, qu'elle soutient lors de la fracture de la droite consécutive à l'élection présidentielle française de 1995.

#### Secrétaire nationale de l'UMP
Entre 2002 et 2006, elle est secrétaire nationale de l'UMP, chargée des fédérations professionnelles. Elle est ensuite déléguée générale au monde professionnel, jusqu'en 2008.
Entre 2007 et 2008 elle est porte-parole de l'UMP. À partir de cette époque, elle se fait connaître à l'échelle nationale par des attaques médiatiques et les polémiques qu'elle suscite. Celles-ci lui valent d'être écartée de la campagne présidentielle en février 2007,.

#### Députée et conseillère régionale
Élue députée le 19 juin 2002 dans la 5e circonscription de Meurthe-et-Moselle avec 56,26 % des voix au second tour, face à la députée sortante socialiste Nicole Feidt, elle siège à la commission des affaires culturelles et dans plusieurs groupes d'études, occupant la vice-présidence du groupe d'études de la Jeunesse, l'intégration et la citoyenneté et celui de la Sécurité intérieure. Durant cette législature, elle présente deux propositions de loi le 4 octobre 2005 : la première portant révision de l'article 25 de la Constitution, la seconde visant à modifier la suppléance en cas de vacance de siège d'un député ou d'un sénateur nommé au gouvernement. Le 8 décembre suivant, elle en dépose une troisième qui vise à protéger les enfants dans les cas de divorces conflictuels.
Candidate sur la liste UMP de Meurthe-et-Moselle lors des élections régionales de 2004, elle est élue conseillère régionale de Lorraine, mais sa liste obtient 32,26 % des voix au second tour, contre 52,79 % pour la gauche et 14,95 % pour le Front national.
Membre (29 octobre 2004), puis vice-présidente (3 novembre 2004), de la commission spéciale chargée d'examiner la proposition de loi relative aux droits des malades et à l'euthanasie, créée à la suite de l'affaire Vincent Humbert, elle propose, en vain, que la loi relative aux droits des malades et à la fin de vie du 22 avril 2005 prévoie la mise en place d'une commission nationale d'exception d'euthanasie. Elle fait également partie de la mission d'information sur la famille, à partir de décembre 2004.
Le 20 novembre 2006, lors de la discussion de la loi relative à la prévention de la délinquance, elle dépose avec le député Édouard Courtial un amendement pour pénaliser la diffusion de vidéos de « happy slapping » en France, mais il est rejeté en première lecture. Réintroduit en deuxième lecture par la commission des lois du Sénat, il est voté par la Haute Assemblée le 11 janvier 2007,,, avant d'être confirmé par l'Assemblée nationale. Elle défend en 2008 l'instauration de la rétention de sûreté, accusant l'opposition socialiste d'être « clairement du côté des assassins » (Julien Dray répond que Nadine Morano « se range du côté de la bêtise »).
Réélue lors des élections législatives des 10 et 17 juin 2007 avec 52,82 % des voix au second tour, face à la socialiste Michèle Pilot, elle est nommée, durant cette législature, à la commission de la Défense nationale et des Forces armées le 27 juin 2007, puis à la commission d'enquête sur les conditions de libération des infirmières et du médecin bulgares détenus en Libye et sur les récents accords franco-libyens le 16 octobre suivant.
Candidate aux élections municipales des 9 et 16 mars 2008 à Toul, où se présentent trois listes de droite, elle est battue par Nicole Feidt, maire socialiste sortante, à la tête d'une liste d'union de la gauche. Nadine Morano arrive en troisième position, au second tour, avec 26,26 %, derrière Nicole Feidt (43,69 %) et Jacques Gossot (30,05 %), ancien maire RPR (1971-2001).

#### Secrétaire d'État chargée de la Famille
Le 18 mars 2008, elle est nommée au poste de secrétaire d'État chargée de la Famille auprès du ministre du Travail, des Relations sociales, de la Famille et de la Solidarité, Xavier Bertrand, dans le gouvernement Fillon II ; le 19 avril 2008, son suppléant, Philippe Morenvillier, lui succède à l'Assemblée nationale.
Le 15 janvier 2009, Brice Hortefeux devient son ministre de tutelle.
Le 9 juin 2009, elle annonce la mise en ligne d'un site Internet destiné à aider les Français à gérer leur budget.

#### Secrétaire d'État chargée de la Famille et de la Solidarité
Le 23 juin 2009, elle est confirmée dans ses fonctions de secrétaire d'État chargée de la Famille auprès du ministre du Travail, des Relations sociales, de la Famille, de la Solidarité et de la Ville, Xavier Darcos, et obtient en plus le portefeuille ministériel de la Solidarité, où elle succède à Valérie Létard.
Le 16 juillet 2009, à Vichy, en présence de Gilbert Montagné, elle lance le label « Handi-Vacances », dont le but est de distinguer les communes facilitant leur accès au tourisme aux personnes handicapées,. Annette Masson, présidente de l'association Tourisme et handicaps, a relativisé cette annonce en rappelant qu'il existe depuis 2001 un label « Tourisme et Handicap ». De son côté, l'Association des paralysés de France s'est inquiétée de la prolifération des labels,.
Le 16 février 2010, elle lance les « états généraux de l’enfance » annoncés par Nicolas Sarkozy en novembre 2009. Ceux-ci sont censés réunir les associations de la protection de l'enfance, les conseils généraux et les travailleurs sociaux afin de discuter du travail social, des jeux dangereux et violents, des situations de précarité, de la prévention et du soutien à la parentalité, enfin, du traitement de l’information préoccupante. Toutefois, choqués de voir figurer, parmi les quatre objectifs de ces états généraux, l'amélioration de « la transmission de l’information préoccupante prévue par la loi du 5 mars 2007, pour éviter que le nomadisme de certaines familles ne leur permette d’échapper au contrôle et à la surveillance des services sociaux », ATD Quart monde et trois associations professionnelles ont refusé d'y prendre part, reprochant au ministère d'être « resté très silencieux sur [leurs] réactions » et de n'avoir « pas cherché à lever une quelconque ambiguïté sur la place faite au travail social, médico-social et éducatif, dans la protection des enfants et le soutien à la parentalité »,.
Le 25 février 2010, lors de l'examen de la proposition de loi sur la prévention et la répression des violences faites aux femmes à l'Assemblée, elle présente, au nom du gouvernement, un amendement prévoyant le contrôle du respect d'une décision judiciaire d’éloignement par la mise en place d'un dispositif de bracelet électronique à titre expérimental dans certains départements avant sa généralisation à l’ensemble du territoire d’ici 2013, et un autre relatif à l'aide juridictionnelle pour les femmes étrangères sans condition de résidence bénéficiant d’une ordonnance de protection,.
Lors des élections régionales de mars 2010, « discrète numéro 2 de la majorité en Meurthe-et-Moselle », elle est réélue, mais la liste sur laquelle elle figure essuie un échec, en obtenant 31,06 % des voix, contre 53,30 % pour la liste d'union de la gauche, conduite par le président du conseil régional sortant, Jean-Pierre Masseret, et 15,64 % pour la liste du Front national,.

#### Ministre chargée de l'Apprentissage et de la Formation professionnelle

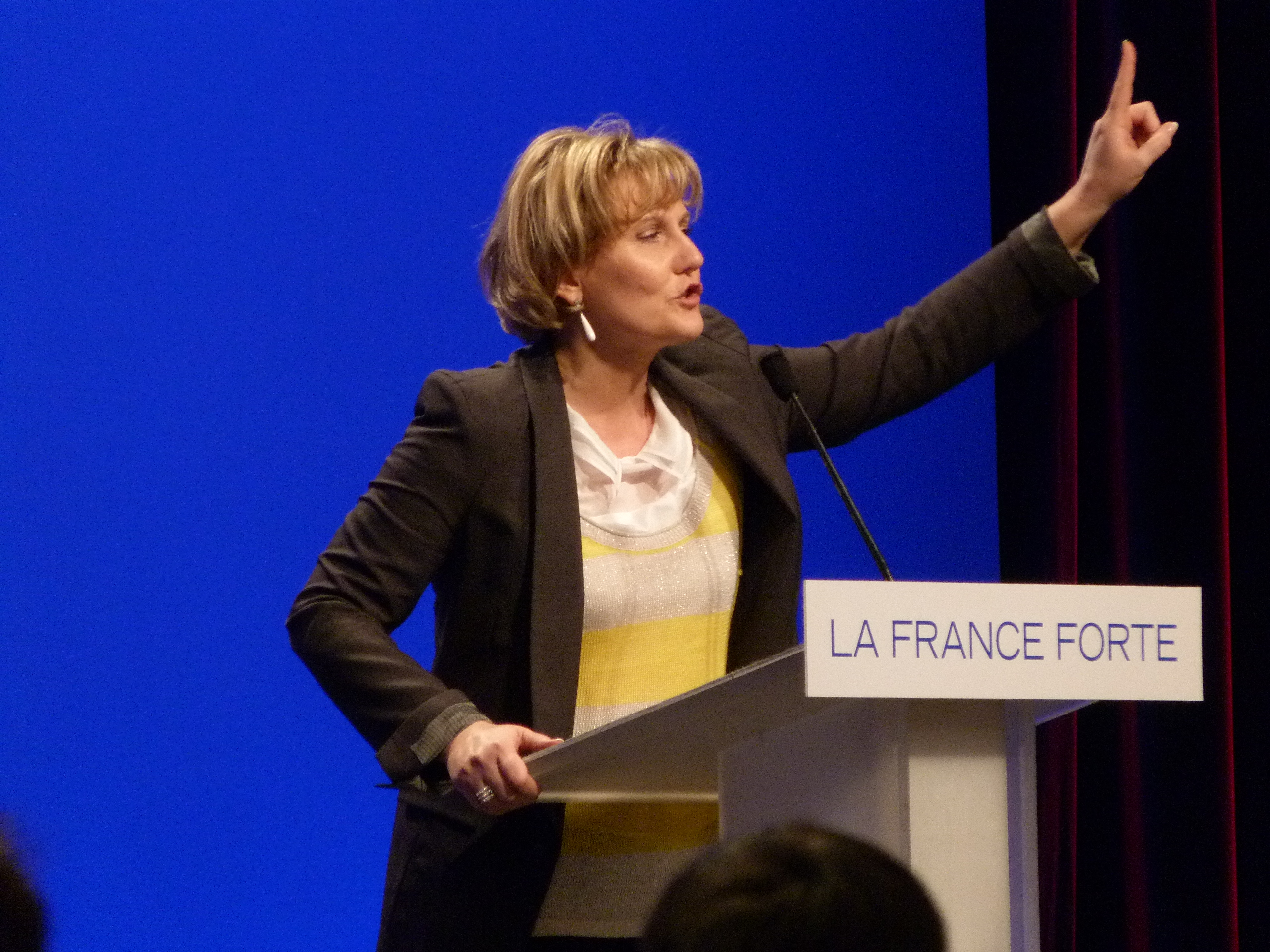
Nadine Morano à un meeting de Nicolas Sarkozy à Nancy, lors de la campagne présidentielle de 2012.

Nadine Morano est nommée, le 14 novembre 2010, ministre chargée de l'Apprentissage et de la Formation professionnelle, auprès du ministre du Travail, de l'Emploi et de la Santé, Xavier Bertrand, dans le gouvernement Fillon III.
En septembre 2011, elle intègre la « cellule de coordination », plus connue sous le nom de « cellule riposte », dirigée par Brice Hortefeux et chargée de « vanter le bilan du président et de riposter aux attaques venues de l'opposition », dans le cadre de l'élection présidentielle française de 2012,.

#### Élections législatives de 2012
Candidate dans la 5e circonscription de Meurthe-et-Moselle lors des élections législatives des 10 et 17 juin 2012, elle arrive en deuxième position au premier tour avec 34,33 % des voix, contre 39,29 % face à son concurrent socialiste Dominique Potier, et en appelle au vote des électeurs frontistes. Elle n'en est pas moins battue au second tour avec 44,33 % des voix et déclare avoir été piégée par Gérald Dahan se faisant passer pour Louis Aliot, contre lequel elle porte plainte avant d'être déboutée par la justice au pénal ; elle poursuit alors la procédure au civil.
Le 17 septembre 2012, elle annonce qu'elle soutient Jean-François Copé lors du congrès pour la présidence de l'UMP. Le 18 octobre 2012, tout en restant à l'UMP, elle lance son propre parti, le Rassemblement pour le peuple de France (RPPF), faisant ainsi implicitement référence au RPF du général de Gaulle. D'après ses statuts, ce parti souhaite défendre « les valeurs de la droite républicaine et populaire » et « renforcer l'intérêt des citoyens pour l'action politique ».
En janvier 2013, à la suite de l’accord entre Jean-François Copé et François Fillon qui a suivi la crise politique du congrès de novembre 2012, elle est nommée avec le filloniste Dominique Bussereau déléguée générale chargée des élections, poste qu’elle occupait seule précédemment.

#### Députée européenne

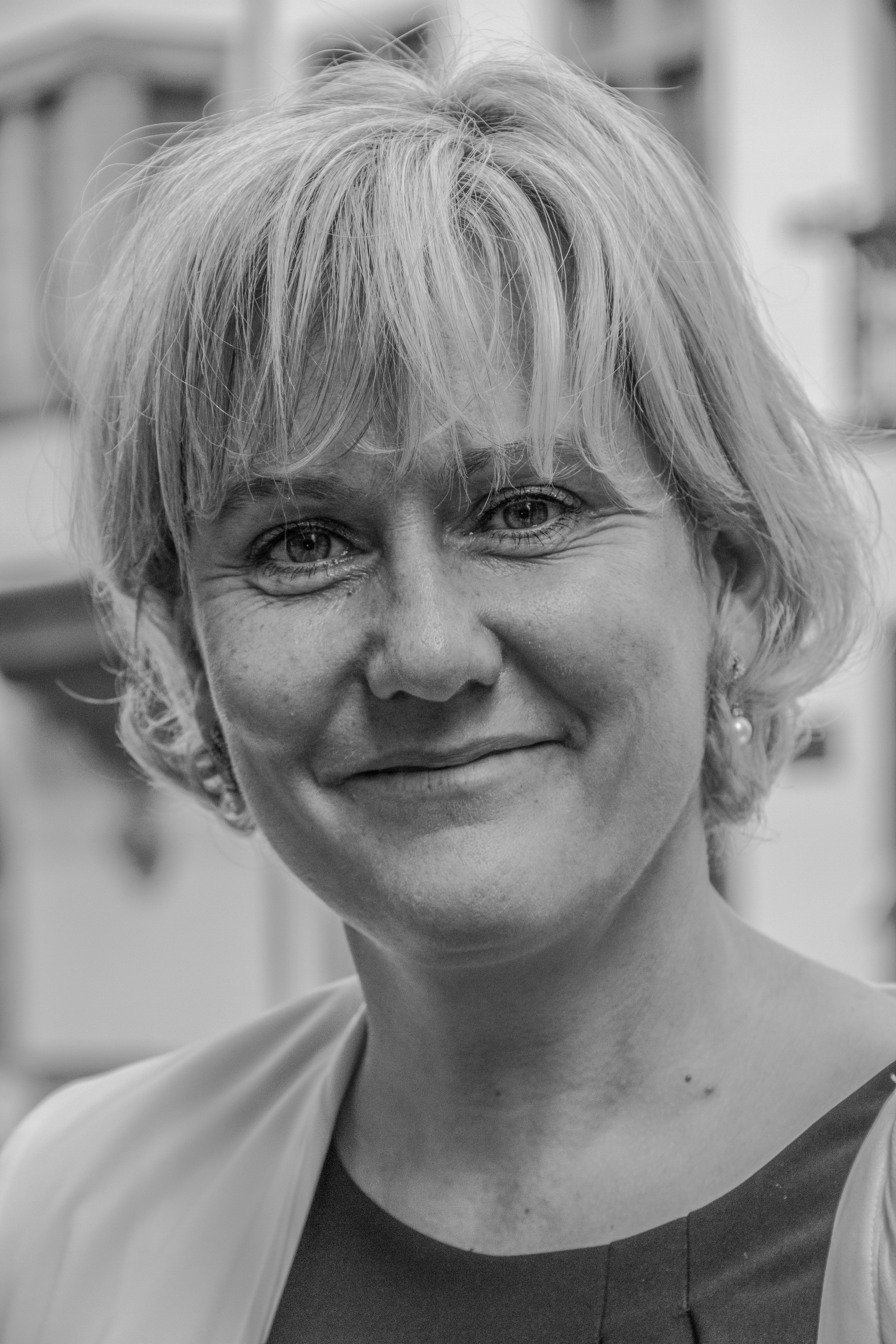
Nadine Morano aux Journées de Strasbourg organisées par Le Nouvel Observateur, en juin 2013.

Fin janvier 2014, elle est désignée tête de liste pour la circonscription Est pour les élections européennes de la même année et est élue en mai 2014. Nadine Morano est aussi conseillère régionale de Lorraine. Sa liste obtient le meilleur score réalisé par une liste UMP.
Ses détracteurs au sein de l'UMP lui reprochant son « outrance », elle ne se voit pas confier de poste-clé dans le nouvel organigramme de l'UMP après l'élection de Nicolas Sarkozy à la présidence. Nadine Morano décide alors de rester en dehors de l'équipe de direction du parti. Par ailleurs, elle quitte l'association des « Amis de Nicolas Sarkozy », dont elle était trésorière. Néanmoins, le 21 janvier 2015, elle est nommée, par Nicolas Sarkozy, vice-présidente de la commission nationale d'investiture, présidée par Christian Estrosi.
Lors des élections européennes de 2019, elle figure en quatrième position sur la liste LR-LC-CPNT conduite par François-Xavier Bellamy. Cette liste obtient 8,48 % des suffrages exprimés, arrivant en quatrième position derrière celles du Rassemblement national, de La République en marche et d’Europe Écologie Les Verts et permettant à Nadine Morano d'être réélue députée européenne, avec sept de ses colistiers.
Lors des élections européennes de 2024, elle figure en sixième position sur la liste LR, ce qui, d'après Libération, « cristallise les mécontentements » au sein du parti. Nadine Morano conserve de justesse son siège au Parlement européen, cette liste obtenant 7,25 % des voix et six élus.

#### Élections régionales de 2015
Nadine Morano est présentée officiellement le 18 septembre 2015 comme tête de liste des élections régionales pour la Meurthe-et-Moselle au sein de la liste d’union de la droite et des centristes dans le Grand Est.

##### Utilisation de l'expression «race blanche»
Le 26 septembre 2015, dans l'émission On n'est pas couché, elle affirme que « la France est un pays judéo-chrétien, de race blanche », faisant ainsi référence — mais de façon jugée approximative — à une conversation que de Gaulle et Alain Peyrefitte avaient eue en 1959 et que le second rapporte dans son livre C'était de Gaulle,. Elle déclare ensuite que, dans ses mémoires, de Gaulle fait également usage de l'expression « race blanche ». Ces propos déclenchent un vif débat médiatique et politique,. Pour les journalistes Alain Duhamel et Claude Weill, le mot « race » n'avait pas la même connotation en 1959 qu'aujourd'hui,. Parmi ses opposants, le Premier ministre, Manuel Valls, déclare à l'Assemblée nationale que « Marianne n'a pas de race, pas de couleur ». Marine Le Pen, après avoir indiqué dans un premier temps « que Nadine Morano avait simplement cité des propos du général de Gaulle », estime que ceux de l’ancienne ministre « peuvent être entendus de manière blessante, notamment par nos compatriotes d’outre-mer ». Jean-Marie Le Pen considère que Nadine Morano est critiquée pour « avoir énoncé une évidence historique multiséculaire ». L'essayiste et journaliste Éric Zemmour, qui affirme que de Gaulle appartenait « à une génération n'ayant pas peur d'employer le mot « race » », cite d'autres propos de ce type attribués au Général et rappelle l'emploi du terme « race » par « tous les grands républicains ». Dans Le Monde du 6 octobre 2015, la généticienne et conseillère de Paris Les Républicains, Dominique Stoppa-Lyonnet, publie un article intitulé « Race » : l’ignorance conduit à la détestation » dans lequel elle considère qu'« en revendiquant l’appartenance des Européens à une race et en sous-entendant la haine de ceux qui seraient censés appartenir à une autre, Nadine Morano a, comme beaucoup, fait preuve d’ignorance de l’histoire de notre humanité ». Ces propos n'empêchent pas  une augmentation de sa cote de popularité auprès des Français,.
Évoquant les insultes proférées par Guy Bedos à l'encontre de Nadine Morano (« conne », « salope », « connasse »), pour lesquelles elle avait porté une plainte classée sans suite, le philosophe Alain Finkielkraut se demande le 8 octobre « si les femmes de droite on peut les piétiner ? » et si, « pour être protégée du sexisme, il fallait être une femme de gauche », et déclare le 9 octobre sur BFM TV que « voir les gaullistes s'acharner à travers elle contre une phrase du général de Gaulle, c'était tout simplement pitoyable ».
La LICRA signale à la justice les propos de Nadine Morano et annonce le 4 décembre 2015 que le procureur de la République estime « qu'ils ne comportent aucune incitation au rejet d'un groupe de personnes déterminé » et décide de classer sans suite ce signalement.

##### Retrait de sa candidature
Le 7 octobre 2015, après une dizaine de jours de polémiques, et sous la menace de démission des autres têtes de listes de la nouvelle région Est, la Commission nationale d’investiture du parti Les Républicains vote le retrait de l'investiture aux élections régionales de Nadine Morano de la liste présentée dans la région Alsace-Lorraine-Champagne-Ardenne, dont elle devait mener la liste départementale pour la Meurthe-et-Moselle, et la remplace par Valérie Debord, sur proposition de Nicolas Sarkozy. En revanche, le parti n’a pas l’intention de l'exclure.
Avant même qu'elle ne soit retirée de la liste, Nadine Morano avait déclaré dans Le Point, à propos de l'ancien chef de l'État, Nicolas Sarkozy : « Ce n’est même pas la peine qu’il songe à se présenter à la présidentielle, je le dézinguerai ! »,.
À la suite de son éviction de la liste, Nadine Morano dénonce une « faute politique » de Sarkozy. Par ses propos assumés et répétés, Nadine Morano incarnerait selon certains journalistes et éditorialistes, la « dérive droitière » de l'UMP puis des Républicains, influencée par Patrick Buisson sous la présidence Sarkozy afin de « concurrencer le Front national sur son terrain, dans l’espoir de limiter sa progression », et de créer une situation délicate à gérer pour Nicolas Sarkozy,.
Le 29 octobre, Nadine Morano appelle les électeurs du FN et « ceux qui en ont marre de la gauche et de la droite », dont le maire de Béziers, Robert Ménard, à préférer le « rassemblement Nadine au rassemblement Bleu Marine »,.
Le 6 décembre 2015, la liste du Front national arrive en tête du premier tour des élections régionales dans la région Alsace-Champagne-Ardenne-Lorraine, ce qui « décrédibilise » Nicolas Sarkozy, selon Nadine Morano.
Le 10 décembre 2015, quelques jours avant le second tour des élections régionales, Claude Bartolone reprend l'expression de Nadine Morano et crée la polémique en déclarant dans un entretien accordé à L'Obs que Valérie Pécresse défend « Versailles, Neuilly et la race blanche ».

#### Élection présidentielle de 2017

Logo de Nadine Morano pour la primaire présidentielle des Républicains de 2016.

Le 4 septembre 2015, elle annonce sa candidature à la primaire française de la droite et du centre de 2016 en vue de l’élection présidentielle de 2017. Elle se pose en candidate de la lutte contre l'immigration arabo-musulmane,,,.
Le 9 septembre 2016, elle annonce qu'elle n'a pas recueilli les parrainages d'élus nécessaires pour pouvoir se présenter à la primaire et estime que son organisation a été inéquitable. Elle affirme toutefois que François Fillon, avec qui elle « partage beaucoup de valeurs communes », lui a proposé de l'aider à obtenir les parrainages manquants mais elle aurait décliné ce soutien, redoutant que cela n'aboutisse à une « candidature artificielle ».
Elle refuse de soutenir un candidat en vue du premier tour. Néanmoins, elle déclare que François Fillon et Nicolas Sarkozy portent de véritable projets de droite, contrairement à Alain Juppé, qui est selon elle de « centre gauche […] dans la continuité de François Hollande », et à qui elle reproche un manque de fermeté sur l'islam,. Elle soutient François Fillon pour le second tour.
Le 3 mars 2017, dans le cadre de l'affaire Fillon, elle retire son soutien au candidat LR à l'élection présidentielle. Trois jours après, elle le soutient à nouveau. Par la suite, la députée européenne reproche à François Fillon d'être responsable de la défaite de la droite, dans une élection jugée « imperdable » pour son camp,. Elle critique de manière virulente le train de vie supposé du député de Paris sortant.
Pour le second tour entre Marine Le Pen et Emmanuel Macron, elle refuse le « front républicain » et ne soutient aucun des deux candidats encore en lice, même si elle est plus convaincue par Macron lors du débat de l'entre-deux-tours. Finalement, elle déclare avoir voté pour Emmanuel Macron. En 2020, elle déclare qu’elle ne votera « plus jamais » pour celui-ci.

#### Activités depuis 2017
Nadine Morano parraine Laurent Wauquiez pour le congrès des Républicains de 2017. Une fois élu, celui-ci la nomme parmi ses onze « conseillers politiques », qui  siègent au bureau politique de LR.
Elle félicite le Premier ministre hongrois, Viktor Orbán, pour son succès lors des élections législatives de 2018, et indique avoir « apprécié son discours à Madrid, réaliste et courageux face à la vague migratoire de masse ». En juin 2018, elle déclare se sentir « plus proche » de Viktor Orbán que d'Emmanuel Macron « sur l’immigration ». En septembre 2018, elle est l'un des trois seuls membres de la délégation française du groupe du Parti populaire européen à voter contre l'activation de l'article 7 du traité sur l'Union européenne contre la Hongrie. Son soutien au Premier ministre hongrois, ainsi que le selfie qu'elle a effectué avec lui, lui valent d'être critiquée par certaines personnalités de son parti, telles que Valérie Pécresse,. En 2021, elle est la seule membre de LR à voter contre la réforme des statuts du Parti populaire européen, votée par 148 voix contre 28, qui conduit au départ du Fidesz de ce dernier.
À l'approche des élections régionales de 2021 dans le Grand Est, le président LR de la région, Jean Rottner, refuse qu'elle soit présente sur la liste de la majorité régionale sortante en Meurthe-et-Moselle. Laurent Jacobelli, chef de file régional du Rassemblement national, lui propose alors de l'accueillir sur sa liste. Elle indique qu'elle ne votera pas pour la liste de Jean Rottner et laisse entendre qu’elle pourrait voter pour celle du Rassemblement national, affirmant que Laurent Jacobelli « n’incarne pas le fascisme et n’est pas d’extrême droite ». Dans le même temps, interrogés quant à la possibilité de travailler avec Nadine Morano et Éric Ciotti, Marine Le Pen et Thierry Mariani, tête de liste RN en PACA, répondent par l'affirmative.
Elle soutient Michel Barnier au congrès des Républicains de 2021 en vue de l'élection présidentielle de 2022.

## Dans la culture populaire
À partir d'août 2011, Nadine Morano possède sa marionnette dans l'émission satirique Les Guignols de l'info de Canal+ ; sa voix est imitée par Sandrine Alexi,. Jugeant sa marionnette « moche, bête et ridée », elle s'en prend publiquement plusieurs fois aux auteurs ainsi qu'à l'émission,,, et se réjouit de l'arrêt du programme en 2018.
Dans la bande dessinée de François Durpaire et Farid Boudjellal, La Présidente, où Marine Le Pen gagne l’élection présidentielle de 2017, Nadine Morano devient ministre de la Famille et de la Natalité. Dans le roman de politique-fiction de Michel Wieviorka, Le Séisme : Marine Le Pen présidente (2016), avec un scénario similaire, elle devient ministre de la Jeunesse et des Sports.
Nadine Morano est le sujet principal de la chanson Nadine du groupe de punk-rock Poesie Zero. Dans sa chanson Mal aimé, le rappeur Nekfeu fait référence à Nadine Morano en ces termes : « Moi j'suis pas de la même race que Nadine Morano. Et j'manie mon radeau, j'ai mis toute l'arche de Noé dessus ».

## Synthèse des résultats électoraux

### Élections législatives
| Année | Parti  | Parti | Circonscription          | 1er tour | 1er tour | 1er tour | 2d tour | 2d tour | 2d tour |
| Année | Parti  | Parti | Circonscription          | Voix     | %        | Rang     | Voix    | %       | Issue   |
| ----- | ------ | ----- | ------------------------ | -------- | -------- | -------- | ------- | ------- | ------- |
| 2002  |        | UMP   | 5e de Meurthe-et-Moselle | 14 272   | 32,17    | 2e       | 23 636  | 56,26   | Élue    |
| 2007  | 21 492 | UMP   | 5e de Meurthe-et-Moselle | 47,66    | 1re      | 23 741   | 52,82   | Élue    |         |
| 2012  | 15 777 | UMP   | 5e de Meurthe-et-Moselle | 34,33    | 2e       | 20 006   | 44,33   | Battue  |         |

### Élections européennes
Les résultats ci-dessous concernent uniquement les élections où elle est tête de liste.
| Année | Parti | Parti | Circonscription | Voix    | %     | Rang | Sièges obtenus |
| ----- | ----- | ----- | --------------- | ------- | ----- | ---- | -------------- |
| 2014  |       | UMP   | Est             | 551 809 | 22,72 | 2e   | 3 / 9          |

### Élections municipales
Les résultats ci-dessous concernent uniquement les élections où elle est tête de liste.
| Année | Parti | Parti | Commune | 1er tour | 1er tour | 1er tour | 2d tour | 2d tour | 2d tour | Sièges obtenus |
| Année | Parti | Parti | Commune | Voix     | %        | Rang     | Voix    | %       | Rang    | Sièges obtenus |
| ----- | ----- | ----- | ------- | -------- | -------- | -------- | ------- | ------- | ------- | -------------- |
| 2008  |       | UMP   | Toul    | 1 514    | 24,40    | 3e       | 1 644   | 26,26   | 3e      | 4 / 33         |